# 전라남도지사
전라남도지사(全羅南道知事)는 전라남도의 행정 사무를 총괄하는 광역지방자치단체장이다.

## 역대 도지사 목록

### 일제강점기
| 호적   | 이름            | 한자 표기   | 재임 기간                          | 비고                              |
| ------ | --------------- | ----------- | ---------------------------------- | --------------------------------- |
| 내지인 | 노세 다쓰고로   | 能勢 辰五郎 | 1910년 10월 1일 - 1911년 5월 15일  | 전라남도 장관, 사망               |
| 내지인 | 구도 에이이치   | 工藤 英一   | 1911년 5월 24일 - 1916년 3월 28일  | 전라남도 장관                     |
| 내지인 | 미야기 마타시치 | 宮木 又七   | 1916년 3월 28일 - 1919년 9월 26일  | 장관, 1919년 8월부터 전라남도지사 |
| 내지인 | 이스미 주조     | 亥角 仲蔵   | 1919년 9월 26일 - 1921년 8월 5일   |                                   |
| 조선인 | 원응상          | 元應常      | 1921년 8월 5일 - 1924년 12월 1일   |                                   |
| 조선인 | 장헌식          | 張憲植      | 1924년 12월 1일 - 1926년 8월 14일  |                                   |
| 조선인 | 석진형          | 石鎭衡      | 1926년 8월 14일 - 1929년 1월 19일  |                                   |
| 조선인 | 김서규          | 金瑞圭      | 1929년 1월 19일 - 1929년 12월 11일 |                                   |
| 내지인 | 마노 세이이치   | 馬野 精一   | 1929년 12월 11일 - 1931년 9월 23일 |                                   |
| 내지인 | 야지마 스기조   | 矢島 杉造   | 1931년 9월 23일 - 1935년 2월 20일  |                                   |
| 내지인 | 곤도 쓰네타카   | 近藤 常尚   | 1935년 2월 20일 - 1936년 6월 29일  |                                   |
| 내지인 | 마쓰모토 이오리 | 松本 伊織   | 1936년 7월 6일 - 1937년 7월 3일    |                                   |
| 내지인 | 신가이 하지메   | 新貝 肇     | 1937년 7월 3일 - 1940년 9월 2일    |                                   |
| 조선인 | 다케나가 가즈키 | 武永 憲樹   | 1940년 9월 2일 - 1943년 9월 30일   | 엄창섭(嚴昌燮)에서 개명           |
| 내지인 | 효도 마사루     | 兵頭 儁     | 1943년 9월 30일 - 1945년 5월 20일  |                                   |
| 내지인 | 야기 노부오     | 八木 信雄   | 1945년 5월 20일 - 1945년 8월 15일  | 광복                              |

### 광복 후의 전라남도지사
| 선출 방식 | 대수 | 이름                                | 임기                             | 비고                                                   |
| --------- | ---- | ----------------------------------- | -------------------------------- | ------------------------------------------------------ |
| 관선      | 초대 | 야기 노부오(八木信雄)               | 1945년 8월 15일~1945년 9월 1일   | 조선총독부 최후의 전남도지사. 12월 4일까지 체류하였음. |
| 관선      | 2대  | 펩크(D. R. Pepke)                   | 1945년 9월 2일~1945년 9월 22일   | 미국 육군 대령                                         |
| 관선      | 3대  | 길버트                              | 1945년 9월 23일~1946년 10월 22일 | 미국 육군 소령                                         |
| 관선      | 4대  | 율리우스 린트너 (Julius H. Lintner) | 1945년 10월 23일~1946년 1월 19일 | 미국 육군 중령                                         |
| 관선      | 대리 | 최영욱(崔泳旭)                      | 1945년 12월 3일~1946년 1월 19일  |                                                        |
| 관선      | 5대  | 랄프 F. 갤러기 (Ralph F. Gallogy)   | 1946년 1월 20일~1946년 2월 14일  | 미국 육군 중령                                         |
| 관선      | 6대  | 최영욱(崔泳旭)                      | 1946년 2월 15일~1946년 10월 15일 |                                                        |
| 관선      | 7대  | 서민호(徐珉濠)                      | 1946년 10월 16일~1947년 7월 9일  |                                                        |
| 관선      | 8대  | 박건원(朴乾源)                      | 1947년 7월 10일~1948년 8월 14일  |                                                        |
| 관선      | 9대  | 박건원 (朴乾原)                     | 1948년 8월 15일~1948년 10월 17일 |                                                        |

| 선출 방식 |      | 대수     | 이름           | 임기                              | 정당 | 도정구호                                                                    | 도정방침 |
| --------- | ---- | -------- | -------------- | --------------------------------- | --- | --------------------------------------------------------------------------- | --- |
| 관선      |      | 초대     | 이남규(李南圭) | 1948년 10월 18일~1950년 4월 30일  | |                                                                             | |
| 관선      |      | 2대      | 박철수(朴哲洙) | 1950년 5월 1일~1951년 12월 16일   | |                                                                             | |
| 관선      |      | 3대      | 이을식(李乙植) | 1951년 12월 17일~1953년 11월 22일 | |                                                                             | |
| 관선      |      | 4대      | 추규영(秋圭映) | 1953년 11월 23일~1955년 2월 24일  | |                                                                             | |
| 관선      |      | 5대      | 민병기(閔丙祺) | 1955년 2월 25일~1956년 9월 23일   | |                                                                             | |
| 관선      |      | 6대      | 이기세(李埼世) | 1956년 9월 24일~1959년 5월 12일   | |                                                                             | |
| 관선      |      | 7대      | 황성수(黃聖秀) | 1959년 5월 13일~1959년 8월 10일   | |                                                                             | |
| 관선      |      | 8대      | 이하영(李夏榮) | 1959년 8월 11일~1960년 5월 1일    | |                                                                             | |
| 관선      |      | 권한대행 | 신구영(申求永) | 1960년 5월 2일~1960년 5월 12일    | |                                                                             | |
| 관선      |      | 9대      | 민영남(閔泳南) | 1960년 5월 12일~1960년 10월 6일   | |                                                                             | |
| 관선      |      | 10대     | 최의남(崔義南) | 1960년 10월 7일~1960년 12월 30일  | |                                                                             | |
| 민선      |      | 11대     | 민영남(閔泳南) | 1960년 12월 31일~1961년 5월 23일  | 신민당 |                                                                             | |
| 관선      |      | 12대     | 송호림(宋虎林) | 1961년 5월 24일~1963년 7월 22일   | |                                                                             | |
| 관선      |      | 13대     | 김용관(金容寬) | 1963년 7월 23일~1963년 12월 18일  | |                                                                             | 행정의 합리화, 교육의 생활화, 산업의 과학화, 건설의 항구화, 사회의 명랑화                                          |
| 관선      |      | 14대     | 신용우(申庸雨) | 1963년 12월 19일~1966년 1월 28일  | | 1·2·3 운동의 달성 (1)1만정보 농토확장 (2)2천만불 수출달성 (3)300일 노동전개 | 인화 단결, 질서 확립, 직책 완수                                                                                    |
| 관선      |      | 15대     | 김보현(金甫炫) | 1966년 1월 29일~1969년 10월 21일  | | 새희망 새건설 새전남                                                        | 근면과 협조, 증산과 개발                                                                                           |
| 관선      |      | 16대     | 김재식(金在植) | 1969년 10월 25일~1973년 9월 25일  | | 근면협동으로 알찬전남건설                                                   | 새마을운동의 생활화, 식량증산의 극대화                                                                             |
| 관선      |      | 17대     | 허련(許鍊)     | 1973년 9월 26일~1975년 11월 12일  | | 총화약진                                                                    | 생산확대, 복지개발, 치산치수                                                                                       |
| 관선      |      | 18대     | 고건(高建)     | 1975년 11월 13일~1979년 1월 9일   | | 새마을 새전남                                                               | 깨끗하게 봉사한다, 새마을로 소득배가 한다, 지역특성을 개발한다, 서민생활을 보호한다, 도민총화로 향토를 지킨다      |
| 관선      |      | 19대     | 장형태(張炯泰) | 1979년 1월 10일~1980년 5월 27일   | | 새의지로 새전남을                                                           | - 관철, 실리, 자숙 - 신뢰로 총화구현, 의지로 소득증대, 창의로 지역개발, 질서로 명랑사회                            |
| 관선      |      | 20대     | 김종호(金宗鎬) | 1980년 5월 28일~1982년 1월 4일    | | 400만의 화합 약진 새전남                                                    | - 열성, 책임 - 화합으로 사회안정, 의욕으로 지역개발, 근면으로 소득증대, 자율로 안녕질서                            |
| 관선      |      | 21대     | 김창식(金昶植) | 1982년 1월 5일~1984년 10월 9일    | | 400만의 대화합 앞서가는 새전남                                              | 도민단합과 신뢰풍토조성, 알찬증산과 소득증대, 복지증진과 균형개발, 행정쇄신과 의식개혁                             |
| 관선      |      | 22대     | 전석홍(全錫洪) | 1984년 10월 10일~1988년 2월 25일  | | 400만의 대화합 풍요로운 선진전남                                            | 화합안정의 정착, 봉사행정의구현, 지역발전의 촉진, 문화예술의 진흥                                                  |
| 관선      |      | 직무대리 | 이병내(李炳奈) | 1988년 2월 25일~1988년 2월 28일   | |                                                                             | |
| 관선      |      | 23대     | 문창수(文昌洙) | 1988년 2월 29일~1988년 10월 3일   | | 새시대 새전남 우리의 힘으로                                                 | 인화도정을 이룩한다, 도민의 살림을 늘려간다, 지역을 고루 늘려간다, 남도문예를 꽃피운다                             |
| 관선      |      | 24대     | 송언종(宋彦鐘) | 1988년 10월 4일~1990년 6월 20일   | | 살기좋은 새전남 건설                                                        | 민주행정의실천, 자치역량의 배양, 소득수준의 향상, 지역개발의 촉진, 지역개발의 촉진, 남도문예의 진흥                |
| 관선      |      | 25대     | 최인기(崔仁基) | 1990년 6월 21일~1991년 2월 18일   | | 300만의 애향자조 살기좋은 새전남                                            | 농공의 진흥과 조화, 새도민 기풍의 진작, 민의 행정의 구현, 조직 역량의 극대화                                       |
| 관선      |      | 26대     | 백형조(白亨祚) | 1991년 2월 19일~1992년 4월 20일   | | 300만의 애향자조 살기좋은 새전남                                            | 지역 안정의 정착, 새 자치사의 구현, 풍요 전남의 창조, 경민 봉사의 실천                                             |
| 관선      |      | 27대     | 이효계(李孝桂) | 1992년 4월 21일~1993년 3월 3일    | | 300만이 한마음 희망에 찬 새전남                                             | 믿음 있는 도정, 희망에 찬 도민, 정성으로 봉사                                                                      |
| 관선      |      | 28대     | 이균범(李鈞範) | 1993년 3월 4일~1993년 12월 27일   | | 300만이 한마음 희망에 찬 새전남                                             | 깨끗한 도정, 건강한 사회, 잘사는 지역                                                                              |
| 관선      |      | 29대     | 구용상(具龍相) | 1993년 12월 28일~1994년 9월 23일  | | 대화합 큰 전진                                                              | 화합하는 도민, 앞서가는 도정, 자립하는 농어촌, 활력있는 전남개발                                                   |
| 관선      |      | 30대     | 조규하(曺圭河) | 1994년 9월 24일~1995년 6월 30일   | |                                                                             | 전남 이미지 한차원 높이기, 전남 경제 한아름 키우기                                                                 |
| 민선      |      | 31대     | 허경만(許京萬) | 1995년 7월 1일~1998년 6월 30일    | 민주당(1995) 새정치국민회의(1995~1999) 새천년민주당(2000~2002) | 기회와 희망의 전남건설                                                      | 긍지높은 도민, 신뢰받는 행정, 균형있는 개발, 살기좋은 전남                                                         |
| 민선      |      | 32대     | 허경만(許京萬) | 1998년 7월 1일~2002년 6월 30일    | 민주당(1995) 새정치국민회의(1995~1999) 새천년민주당(2000~2002) | 새롭게 도약하는 전남                                                        | 도정 개혁의 실천, 지역 경제의 진흥, 균형 개발의 향상, 도민 복지의 향상                                             |
| 민선      |      | 33대     | 박태영(朴泰榮) | 2002년 7월 1일~2004년 4월 29일    | 새천년민주당(2002~2004) 무소속(2004) | 소득 창출로 잘사는 전남실현                                                 | 농어촌 경제의 활성화, 투자 유치로 일자리 창출, 문화관광 산업진흥, 복지전남의 구현                                  |
| 민선      |      | 권한대행 | 송광운(宋光運) | 2004년 4월 30일~2004년 6월 5일    | |                                                                             | |
| 민선      |      | 34대     | 박준영(朴晙瑩) | 2004년 6월 6일~2014년 6월 30일    | 새천년민주당(2004~2005) 민주당(2005~2007) 중도통합민주당(2007) 민주당(2007~2008) 통합민주당(2008) 민주당(2008~2011) 민주통합당(2011~2013) 민주당(2013~2014) 새정치민주연합(2014) | 미래를 여는 풍요로운 전남                                                   | 지역경제 활성화, 농어촌 소득증대, 문화관광 진흥, 도민복지 향상                                                     |
| 민선      |      | 35대     | 박준영(朴晙瑩) | 2004년 6월 6일~2014년 6월 30일    | 새천년민주당(2004~2005) 민주당(2005~2007) 중도통합민주당(2007) 민주당(2007~2008) 통합민주당(2008) 민주당(2008~2011) 민주통합당(2011~2013) 민주당(2013~2014) 새정치민주연합(2014) | 미래를 여는 풍요로운 전남                                                   | 권역별 균형발전, 사회간접자본 확충, 미래산업 육성, 도민복지 증진                                                   |
| 민선      |      | 36대     | 박준영(朴晙瑩) | 2004년 6월 6일~2014년 6월 30일    | 새천년민주당(2004~2005) 민주당(2005~2007) 중도통합민주당(2007) 민주당(2007~2008) 통합민주당(2008) 민주당(2008~2011) 민주통합당(2011~2013) 민주당(2013~2014) 새정치민주연합(2014) | 미래를 여는 풍요로운 전남                                                   | 희망주는 일자리 창출, 살고싶은 농어촌 건설, 앞서가는 미래산업 육성, 찾고싶은 관광문화 진흥, 찾아가는 도민복지 실현 |
| 민선      |      | 37대     | 이낙연(李洛淵) | 2014년 7월 1일~2017년 5월 12일    | 새정치민주연합(2014~2015) 더불어민주당(2015~2017) | 생명의 땅, 청년이 돌아오는 전남                                             | 활기 있는 지역경제, 소득 높은 농축어업, 매력 있는 문화관광, 온정 있는 도민복지, 소통하는 창의도정                  |
| 민선      |      | 권한대행 | 김갑섭(金甲燮) | 2017년 5월 13일~2017년 9월 11일   | |                                                                             | |
| 민선      |      | 권한대행 | 이재영(李在榮) | 2017년 9월 12일~2018년 6월 30일   | |                                                                             | |
| 민선      |      | 38대     | 김영록(金瑛錄) | 2018년 7월 1일~                   | 더불어민주당 | 내 삶이 바뀌는 전남 행복시대                                                | 활력있는 일자리 경제, 오감만족 문화관광, 살고싶은 농산어촌, 감동주는 맞춤복지, 소통하는 혁신도정                   |
| 민선      | 39대 |          | 김영록(金瑛錄) | 2018년 7월 1일~                   | 더불어민주당 |                                                                             | |

## 같이 보기
- 전라남도지사 선거
- 전라남도청
- 전라남도 부지사
- 전라남도지사 (일제강점기)